# Nigerese presidentsverkiezingen 1996
De Nigerese presidentsverkiezingen in 1996 werd gehouden op 7 juli en 8 juli. De verkiezingen volgden op een militaire coup onder leiding van Ibrahim Baré Maïnassara. 
Deze nam zelf ook deel aan de verkiezingen en won deze.
Maïnassara had de regering onder leiding van president Mahamane Ousmane afgezet, omdat deze een conflict had met zijn premier Hama Amadou. Ousmane weigerde vanaf april om de kabinetsvergadering bij te wonen, hoewel hij daar wettelijk toe verplicht was. Amadou verving in juli de hoofden van een aantal staatsbedrijven, een beslissing waar Ousmane fel op tegen was. Ook probeerde Amadou de rol van president over te nemen binnen de ministerraad. De spanningen liepen zo hoog op dat Ousmane liet weten na een jaar – de termijn die in de grondwet werd genoemd- nieuwe verkiezingen uit te schrijven.
Het kwam echter niet zover doordat er op 27 januari 1996 een militaire coup plaatsvond onder leiding van Maïnassara. Deze wees op de politieke wanorde om zijn daad te rechtvaardigen. Ousmane, Amadou en Mahamadou Issoufou werden alle onder huisarrest geplaatst tot 24 april. Er werden nieuwe verkiezingen uitgeschreven, maar daarbij werd volgens de verkiezingen sterk gefraudeerd door Maïnsarra die een meerderheid van de stemmen haalden. Op de tweede stemdag werd Ousmane opnieuw onder huisarrest geplaatst, ditmaal voor een periode van twee weken. De oppositie besloot de daaropvolgende parlementsverkiezingen te boycotten.

## Uitslag
| Kandidaat-partij                                                               | 1e ronde  | 1e ronde   |
| Kandidaat-partij                                                               | Stemmen   | Percentage |
| ------------------------------------------------------------------------------ | --------- | ---------- |
| Ibrahim Baré Maïnassara – Onafhankelijk                                        | 1.262.308 | 52.22      |
| Mahamane Ousmane - Democratische en Sociale Conventie                          | 477.431   | 19.75      |
| Mamadou Tandja - Nationale Beweging voor de Ontwikkeling van de Maatschappij   | 378.322   | 15.64      |
| Mahamadou Issoufou – Nigerese Partij voor Democratie en Socialisme             | 183.826   | 7.60       |
| Moumouni Adamou Djermakoye - Nigerese Alliantie voor Democratie en Vooruitgang | 107.830   | 4.47       |
| Ongeldige- en blancostemmen                                                    | 81.129    |            |
| Totaal                                                                         | 2.525.019 | 100.0      |

1965 · 1970 · 1989 · 1993 · 1996 · 1999 · 2004 · 2011 · 2016